# Imparfinis borodini
Imparfinis borodini är en fiskart som beskrevs av Gerlof Fokko Mees och Cala, 1989. Imparfinis borodini ingår i släktet Imparfinis och familjen Heptapteridae. Inga underarter finns listade i Catalogue of Life.